# ارجیش
ارچیش (کردی: Erdîş) (به ارمنی: Ականց) شهری در ترکیه است که در استان وان واقع شده‌است. جمعیت این شهر بر اساس سرشماری سال ۲۰۰۸ میلادی ۷۳٬۷۳۳ نفر و بر اساس برآوردهای سال ۲۰۰۹ میلادی ۷۰٬۰۰۲ نفر می‌باشد.
ارجیش شهری باستانی مربوط به دورهٔ اورارتوها در شرق ترکیهٔ امروزی است. این شهر در شمال‌شرق دریاچهٔ وان واقع شده و در گذشته به علت گذر جادهٔ ترانزیتی تبریز-ارزروم از داخل آن، رونق خاصی پیدا کرده بود. اکنون ارجیش از توسعه‌یافته ترین شهرهای شرق ترکیه است.

## تاریخ
در دوران باستان کلاسیک، این شهر به نام‌های ارسیسا، ارچش (Arčeš در ارمنی) و ارجیش در عربی شناخته می شد. بیزانسی‌ها آن را به‌عنوان Arzes (Ἂρζες یا Ἀρζές ) می‌شناختند.
این منطقه کوچک به عنوان پایتخت تعدادی از ایالت های حاکم عمل آنجا می‌کرد. در دوره‌ای مرکز اصلی استان توروبران به عنوان بخشی از پادشاهی باستانی ارمنستان بود. این شهر در اوایل قرون وسطی چندین بار بین اعراب و بیزانس دست به دست می‌شد. از اواسط دهه ۱۰۲۰ به بعد، ارچیش توسط امپراتوری بیزانس اداره می شد. در سال ۱۰۵۴ ترکان سلجوقی به فرماندهی طغرل پس از یک محاصره هشت روزه به این شهر هجوم آوردند و اهالی را قتل و غارت کردند. در اوایل قرن چهاردهم ارچش بخشی از قلمرو قره قویونلوها شد و بعداً بخشی از امپراتوری عثمانی شد.
از قرن هجدهم، به دلیل افزایش سطح آب دریاچه وان، شهر قدیمی ارچیش به تدریج از بین رفت. پس از اینکه ارچیش قدیم زیر آب رفت، شهر در سال ۱۸۴۱ به سوی شمال به مکانی بسیار بلندتر به نام آلادا منتقل شد. تاسال سال ۱۸۹۰، ۶۴ درصد از جمعیت ناحیه ارمنی بودند اما جمعیت ارمنی در جریان نسل کشی ارامنه توسط ترک‌ها در سال ۱۹۱۵ از بین رفت. در همان سال نیروهای روسی شهر را در جریان مبارزات قفقاز تسخیر کردند. در ژوئیه ۱۹۳۰ در ارچیش قتل عام زیلان رخ داد که طی آن ارتش ترکیه هزاران نفر از مردم کرد را قتل عام کرد.

## جمعیت
اکثریت جمعیت این شهر کُرد هستند و به زبان کردی سخن می‌گویند. جمعیت کل منطقه در پایان سال ۲۰۲۲، ۱۷۱۰۰۰ نفر بود که در بین مرکز شهر و روستاهای اطراف ساکن هستند. جمعیت روستایی ۷۸۰۵۵ نفر و جمعیت شهری ۹۲۹۴۵ نفر بوده است. تراکم جمعیت ۹۱/km² است.